# Wadrilltal
Wadrilltal ist ein Stadtteil der Stadt Wadern im Landkreis Merzig-Wadern im Saarland. Er besteht aus den Ortschaften Gehweiler, Reidelbach und Wadrill.

## Geographie

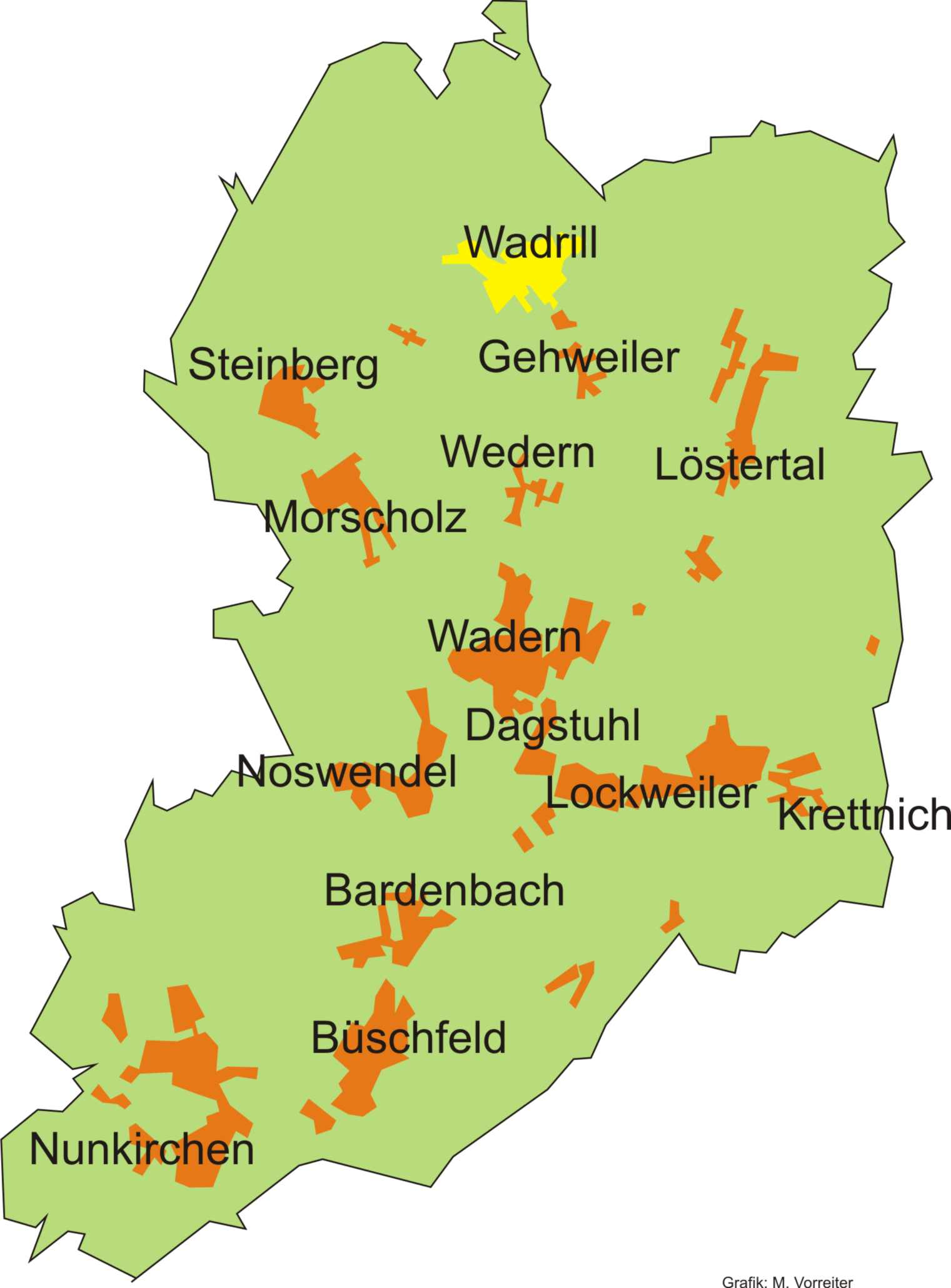
Lage von Wadrilltal in der Stadt Wadern

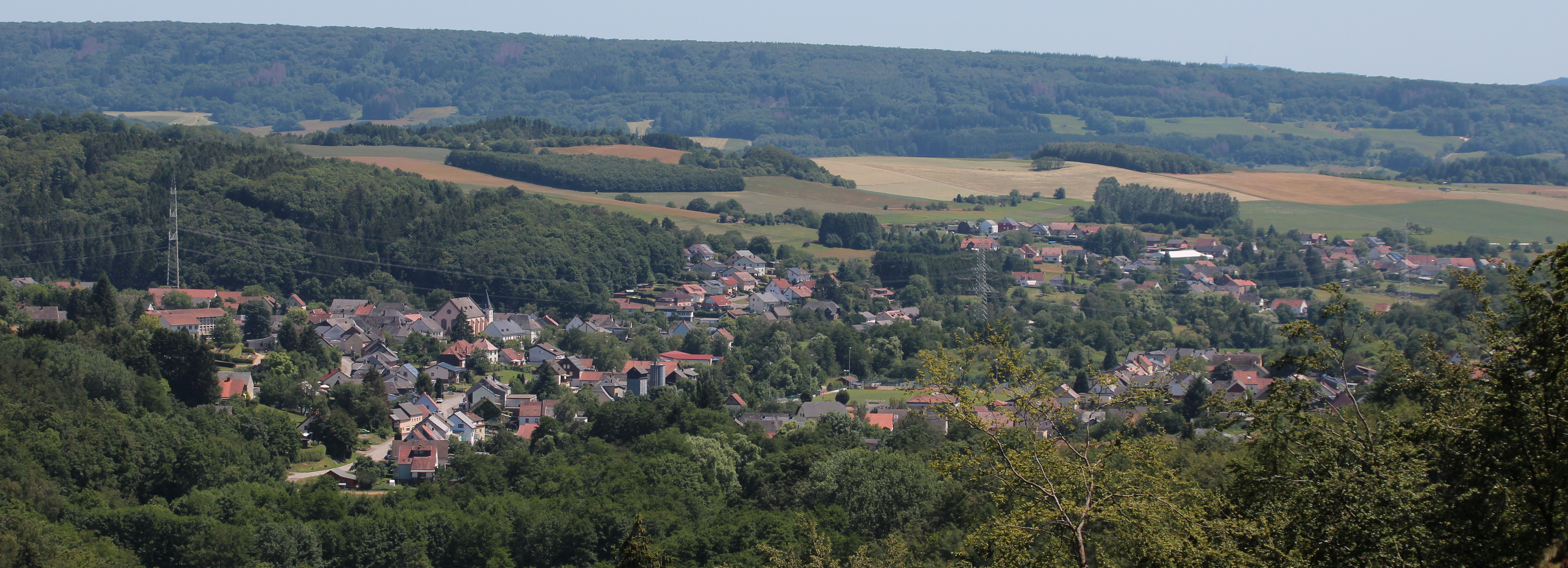
Blick auf Wadern-Wadrill (2020)

Das Wadrilltal liegt im Schwarzwälder Hochwald. Der Stadtteil befindet sich etwa drei Kilometer nördlich des Zentralorts Wadern am nördlichen Prims-Zufluss Wadrill, in den oberhalb von Wadrill der Gothbach und unterhalb des Ortes der Dörrbach mündet. Durch das Wadrilltal führt die Landesstraße 150 von Wadern durch Gehweiler und Wadrill ins nördlicher gelegene Grimburg (Rheinland-Pfalz). Diese Straße kreuzt in Wadrill die Landesstraße 365, die von Sitzerath durch Wadrill über Reidelbach nach Steinberg verläuft.
Gehweiler, durch das die Wadrill ebenfalls fließt, liegt am Fuße eines abschüssigen Berghanges, entlang der sogenannten Weinstraße, einer Verkehrsverbindung, die schon in vorgeschichtlicher Zeit dem Transfer zwischen Mosel und Saar diente.
Bis Anfang der 1950er Jahre arbeitete wenig nördlich der Ortschaft Wadrill als einzige saarländische Schiefergrube die Dachschiefergrube Wadrill. Dort wurde Schiefer abgebaut. Das zugemauerte Mundloch sowie Spuren des Abbaus sind noch heute entlang der Landstraße nach Grimburg sichtbar.
Wadrill belegte beim Wettbewerb „Unser Dorf soll schöner werden“ 1999 im Landkreis Merzig-Wadern den 1. Platz.

## Geschichte
In einer Urkunde des Trierer Erzbischofs Egbert wird Wadrill als „Waderola“ im Jahr 981 zum ersten Mal erwähnt. Der Begriff „Waderola“ bedeutet „eiliges Wasser“ und geht auf die vorkeltische Zeit zurück und beschreibt den durch das Tal fließenden Bach, der dem heutigen Stadtteil seinen Namen verleiht.
Die erste urkundliche Erwähnung von Gehweiler ist in einer Urkunde aus dem Jahre 1248 zu finden. In zahlreichen Urkunden des 13. Jahrhunderts wird der Name „Gewilre“ erwähnt. Die Urkunden beziehen sich auf das Edle Geschlecht aus Gehweiler.
Reidelbach wird erstmals 1332 als Hof der Reidelbacher Erbbauern erwähnt, der zum Propsteigut des Trierer Stiftes St. Simeon gehörte. Schon zur Keltenzeit, 500 v. Chr., bestand bei Reidelbach eine Siedlung.
Die Pfarrei Wadrill mit den Filialkirchen in Sitzerath und Gusenburg unterstand der Kollatur des Stifts von St. Paulin in Trier. In dieser Zeit war es Hauptkirche des trierischen Landkapitels Wadrill, dem insgesamt 29 Pfarreien unterstanden. Landesherrlich gehörte Wadrill bis Ende des 18. Jahrhunderts zum Kurfürstentum Trier, Wadrill war Sitz eines „Zent“ genannten Verwaltungsbezirks, der Teil der Pflege Reinsfeld war und der Gerichtsbarkeit des Amtes Grimburg unterstand.
Gehweiler stand lange Jahre unter der Herrschaft der Burgherren von Dagstuhl. Im 17. Jahrhundert erwähnt die Chronik indes zwölf freie Stockbauern.
Nach der Einnahme des Linken Rheinufers durch französische Revolutionstruppen (1794) wurde die Region von Frankreich annektiert. Von 1798 bis 1814 gehörten Gehweiler, Reidelbach und Wadrill zum Kanton Wadern im Departement der Saar. Reidelbach wurde 1803 der Gemeinde Wedern zugeordnet.
Nach dem Wiener Kongress (1815) kam die Orte des heutigen Stadtteils innerhalb des Kreises Merzig im Regierungsbezirk Trier unter preußische Verwaltung. Alle drei Dörfer waren der Bürgermeisterei Wadern zugeordnet.
Die Abtrennung des Saargebietes vom Deutschen Reich auf Grund des Versailler Vertrages 1919 führte zur Bildung des Restkreises Merzig-Wadern, der weiterhin zum Regierungsbezirk Trier und der Rheinprovinz gehörte.
Nach dem Zweiten Weltkrieg wurden die Ortschaften des Wadrilltals im Juli 1945 Teil der französischen Besatzungszone. Am 18. Juli 1946 wurde von der französischen Militärregierung unter General Kœnig die „Anordnung betreffend Anschluß von Gemeinden an die Verwaltung des Saargebietes“ erlassen. Seitdem gehörten Gehweiler, Reidelbach und Wadrill zum abgetrennten Saarland. In dieser Zeit befand sich am nördlichen Ortsausgang von Wadrill einer der nördlichsten Grenzhäuser des Saarlandes. Die Grenze war damals mit Schranken gesichert. Unmittelbar nach dem Anschluss des Saarlandes – am 1. Januar 1957 – an die Bundesrepublik Deutschland wurden die Grenzübergänge geöffnet und die Grenzhäuser entfernt.
Im Rahmen der saarländischen Gebiets- und Verwaltungsreform wurden am 1. Januar 1974 die bis dahin eigenständigen Gemeinden Gehweiler und Wadrill aufgelöst und – wie auch der zur Gemeinde Wedern gehörende Ort Reidelbach – der neuen Gemeinde, ab 1978 Stadt Wadern zugeordnet.
Im März 2017 stimmten bei einer Umfrage 88 % der Bürger von Wadrill, Gehweiler und Reidelbach für eine Zusammenlegung der drei Stadtteile zum neuen Stadtteil Wadrilltal. Diese Zusammenlegung zu einer neuen Verwaltungseinheit wurde mit der Kommunalwahl 2019 vollzogen.

## Politik

### Ortsrat
Ergebnisse der Ortsratswahlen vom 9. Juni 2024:
- CDU: 45,28 %, 5 Sitze
- SPD: 30,27 %, 4 Sitze
- ProHochwald: 17,22 %, 2 Sitze

### Ortsvorsteher
Wadrill (seit der Gebietsreform 1974):
- Jakob Marmit (1964 bis 1974)[5]
- Martin Görgen (1974 bis 1989)
- Josef Koch (1989 bis 2014)
- Joachim Brücker, SPD (2014 bis 2019)

Gehweiler (seit der Gebietsreform 1974)
- Ernst Treitz (1974 bis 1984)
- Alois Schneider (1984 bis 1999)
- Reinhold T. Gimmler, CDU (1999 bis 2019)

Wadrilltal (seit 2019)
- Andreas Klauck, CDU (2019 bis 2024)
- Alex Marmitt, SPD (ab 2024)

### Kommunalpartnerschaft
Seit 1993 unterhalten die Ortschaften Wadrill und Gehweiler für die Stadt Wadern die Partnerschaft mit der Stadt Sobotka in Tschechien.

### Wappen
Der Stadtteil Wadrilltal verfügt noch nicht über ein eigenes Wappen.

## Kultur und Sehenswürdigkeiten

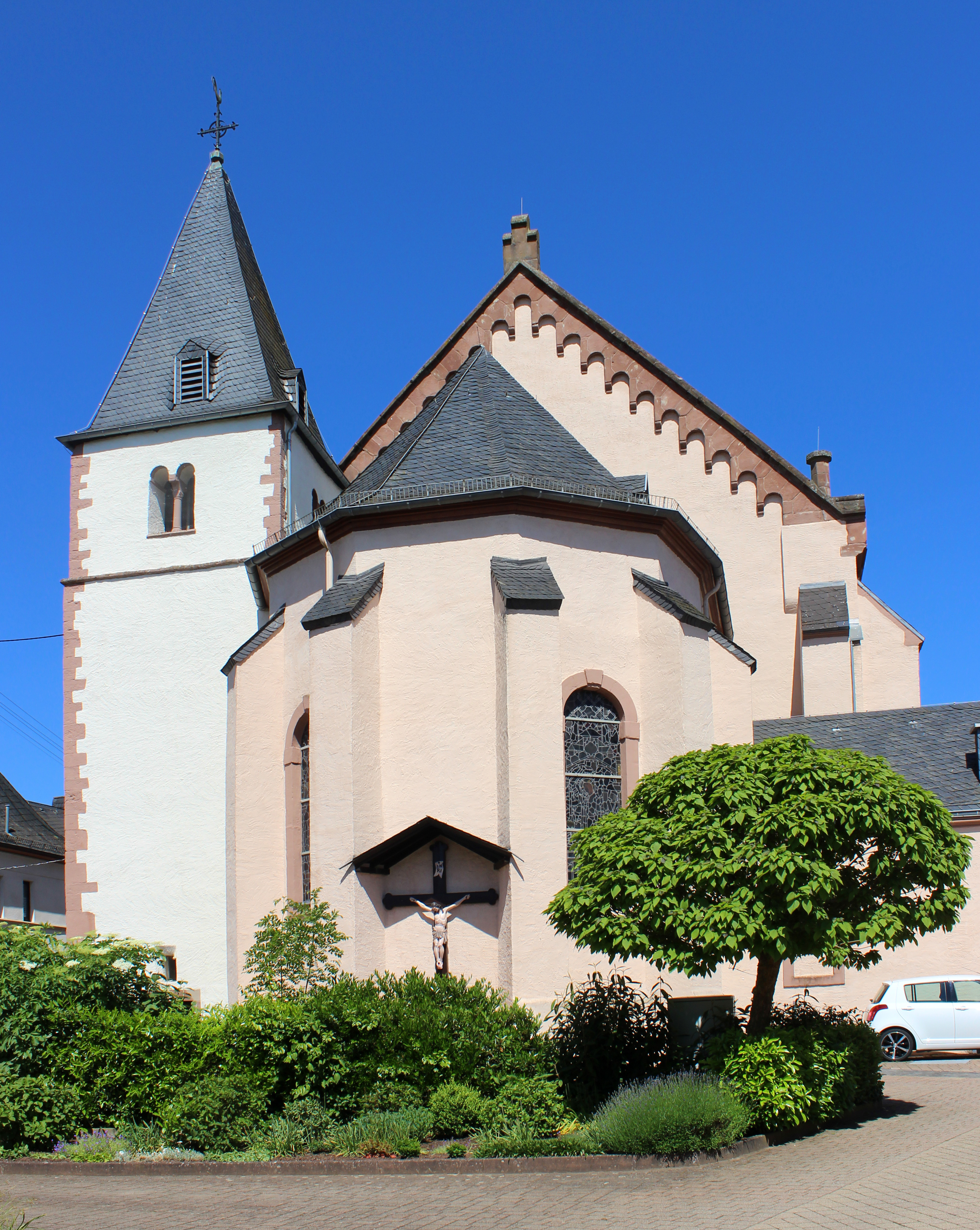
Katholische Kirche St. Martin

Ein vermutlich aus der Zeit des Keltentums übernommener Brauch wird heute in Wadrill alljährlich zelebriert. Am ersten Fastensonntag wird von der Anhöhe des „Perscher Kopfes“ das so genannte „Erbsenrad“ in die Wadrill gerollt. Das Erbsenrad ist ein mit Stroh bzw. Heu umwickeltes Eisenrad. Das Stroh wird in Brand gesetzt und so den Berg hinunter gerollt, wo es schließlich in der Wadrill erlischt. Anschließend versammeln sich alle Beteiligten und Zuschauer in der Wadrilltalhalle zum traditionellen Eieressen. Dieser Brauch soll den ansässigen Bauern eine gute und ertragreiche Ernte verschaffen und den Frühling willkommen heißen.
Dem Hinabrollen des Erbsenrades geht der Brauch des „Eiersammelns“ voraus. Freiwillige, meist ehrenamtliche Helfer, ziehen mit Spirituosen durch die Straßen des Ortes, um an den Haustüren um Eier zu bitten. Werden Eier gespendet, erhalten die Sammler zum Dank ein Glas Schnaps oder Likör. Die gesammelten Eier werden nach dem Hinabrollen des Erbsenrads ins Tal in der Wadrilltalhalle verköstigt.
Zu Beginn des Jahres findet der Wadriller Lehnenball statt, eine Tradition, die früher in vielen saarländischen Orten Brauch war, heute aber mehr und mehr in Vergessenheit gerät.
Die Kirche von Wadrill steht unter dem Patron des heiligen St. Martin. Das heutige Kirchenschiff wurde 1888 erbaut. Der romanische Kirchturm jedoch ist über 1000 Jahre alt, ist einer der ältesten im Saarland und steht unter Denkmalschutz. Während die St. Martins-Kirche das christliche Zentrum des Ortes und der näheren umliegenden Gemeinden darstellt, finden sich zudem noch eine Friedhofskapelle sowie die Bruder-Klaus-Kapelle, in denen in regelmäßigen Abständen ebenfalls Messen abgehalten werden. Wadrill ist Teil der Pfarrei Wadern.
In Gehweiler befindet sich in der Ortsmitte die im Jahre 1746 erbaute Ludwigskapelle. Sehenswert ist auch ein Wegekreuz aus dem Jahr 1788. Kapelle und Kreuz sind als Baudenkmäler ausgewiesen. Einige gut erhaltene Bauernhäuser der ehemaligen Stockbauern säumen beide Seiten der Hauptstraße von Gehweiler.
Zum Dorf Reidelbach gehört eine Kapelle, die 1947 errichtet wurde.
Als einziger Ort des Saarlandes besitzt Wadrill mit der „Hochwaldalm Wadrill“ eine Alm. Sie befindet sich im Schwarzwälder Hochwald knapp 2,5 km nordwestlich von Wadrill – zwischen dem Fallenseifenberg (ca. 499 m ü. NN) im Nordosten und Springkopf (523 m ü. NN) im Südwesten. Die Alm liegt auf einer Höhe zwischen 460 und 515 m ü. NN und ist etwa 18 ha groß. Anfang der 1990er Jahre fiel der Stall der ursprünglichen Alm einem Feuer zum Opfer und brannte vollständig nieder. Heute befindet sich an dieser Stelle und von Weiden umgeben eine Blockhütte, die eine Gastwirtschaft beherbergen.
An der Alm vorbei führt der Saar-Hunsrück-Steig. Seit 2006 existiert der 17 km lange Premiumwanderweg „Tafeltour Wadrill“, der unter anderem die mittelalterliche Burg Grimburg passiert. Startpunkt der „Tafeltour Wadrill“ ist Sitzerath.

### Veranstaltungen
- Rosenmontagszug (alle drei Jahre im Wechsel mit Lockweiler und Wadern). Alle elf Jahre veranstaltet der Karnevalsverein eine so genannte „Sommerfaasend“ – mit Kappensitzungen und einen Sommer-Karnevalsumzug
- Lauf des Erbsenrades (1. Fastensonntag)
- Quirinuskirmes (1. Sonntag im Mai)
- Huawer Körmes, Reidelbach (Ende Juni)
- Sommerfest des Jugendclubs Wadrill e. V. (1. August-Wochenende)
- Weihnachtsmarkt (1. Advent)
- Wadrill spielt Dart (Ende November)

### Sport
Wadrill verfügt über einen Rasensportplatz.

### Vereine
Die größten Vereine (in alphabetischer Reihenfolge):
- Berg-, Hütten- und Fabrikarbeiterverein „St. Barbara“ Wadrill
- DAV Sektion Berg- und Skifreunde Hochwald e. V.
- FC Wadrill 1946 e. V.
- Feuerwehr Förderverein Wadrill e. V.
- Gesellschaft der Musikfreunde Wadrill e. V.
- Jugendclub Wadrill e. V.
- Männergesangverein Frohsinn Wadrill
- Karnevalsverein „Die Fratzenmacher“ Wadrill e. V.
- Obst- und Gartenbauverein Wadrill e. V.
- Schützenverein „Gut Schuss“ Gehweiler
- Schützenverein „Wilhelm Tell“, Reidelbach
- Vereinsgemeinschaft Wadrill-Gehweiler-Reidelbach e. V.

## Wirtschaft und Infrastruktur

### Infrastruktur
Die Ortschaft Wadrill verfügt über ein Gewerbegebiet. Mehrere Geschäfte bieten in Wadrill zudem ihre Dienstleistungen und Waren an. Der Ort ist Feuerwehrstandort und verfügt seit 2018 über ein neues Feuerwehrhaus. Für größere Veranstaltungen steht in Wadrill seit 2002 die Wadrilltalhalle zur Verfügung.
In Gehweiler befinden sich ein Schützenhaus und Kinderspielplätze.
Der Ort Reidelbach beherbergt auch ein Schützenhaus.

### Medien
- Saarbrücker Zeitung
- Wochenspiegel Hochwald
- Amtliches Bekanntmachungsblatt der Stadt Wadern

### Erziehungs- und Bildungseinrichtungen
- Katholischer Kindergarten Kita St. Theresia Wadrill
- Grundschule St. Martin Wadrill-Steinberg, Standort Wadrill mit Freiwilliger Ganztagsschule Wadrill

### Tourismus
- In Wadrill liegt der Premium Wanderweg „Wadrill-Tafeltour“.
- Die 6. Etappe des „Saar-Hunsrück Steiges“ führt durch das Wadrilltal.
- Der 6 km lange Premiumwanderweg, Traumschleife „Almglück“ beginnt und endet in Wadrill.
- In Gehweiler finden sich zwei Skulpturen der „Straße des Friedens“.
- einzige „echte“ Alm im Saarland die Wadriller Hochwaldalm

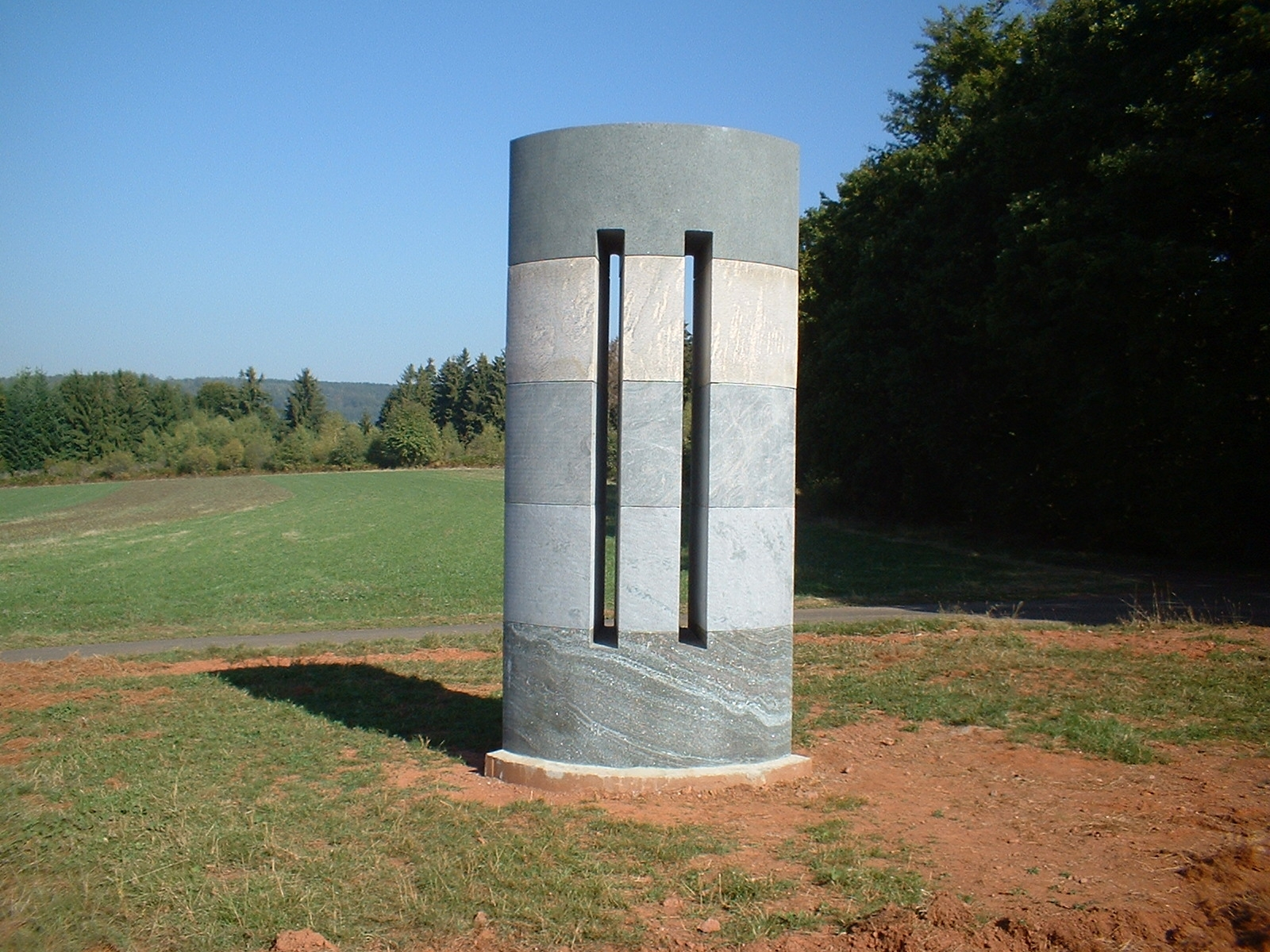
Straße des Friedens, Skulptur von Leo Kornbrust

## Person (Auswahl)
- Heiner Ludwig (* 1942), römisch-katholischer Theologe